# Анна Верщик
Анна Верщик (ест. Anna Verschik; нар. 31 травня 1968, Ленінград) — естонська лінгвістка єврейського походження з Росії, професорка Талліннського університету.

## Освіта
У 1990 році закінчила Тартуський університет за спеціальністю «естонська філологія», у 1995—1996 роках — однорічне навчання в Оксфордському центрі вивчення івриту та єврейства при Оксфордському університеті, захистила дисертацію в Тартуському університеті на тему «Багатомовність естонських євреїв» у 1996 році та наступного року вступила до докторської програми Тартуського університету із загальної лінгвістики. У 2000 році захистила докторську ступінь у Тартуському університеті на тему «Естонський їдиш та його контакти зі співтериторіальними мовами».

## Кар'єра
З 1990 по 1996 рік Анна Верщик працювала старшим лаборантом у діалектному секторі Інституту естонської мови, а з 1993 по 1997 рік — викладачем єврейської культури та лінгвістики в Естонському гуманітарному інституті.
Навесні 1998 року була запрошеним дослідником в Оксфордському центрі івриту та єврейських досліджень, а з 1998 по 2002 рік — керівником лекторію естонської мови та літератури в Нарвському коледжі Тартуського університету.
З 2002 року — доцент ідишу в Гельсінському університеті. З того ж року працює у Талліннському університеті: у 2002—2003 рр. — на посаді доцента, 2003—2006 — на посаді старшого наукового співробітника, з 2006 року — на посаді професора.

## Дослідження і творчість
Основними темами її досліджень є естонська соціолінгвістика (мовні контакти, динаміка мови), естонсько-російські мовні контакти (перескакування між мовами, конвергенція, багатомовна розмова), ідиш у країнах Балтії (діалектологія, соціолінгвістика, культурні контакти) та етнолекти.
Перекладає на естонську мову твори українських письменників, зокрема, вірші Марії Козиренко, Юлії Мусаковської, Анни Малігон. Є автором перекладу колядки «Щедрик».

## Родина
Її батько, Анатолій Верщик, доктор фізико-математичних наук, працює математиком у Санкт-Петербурзі.
Чоловік — Юрнас Кокла, у них є донька Ноемі.